# Livres en folie

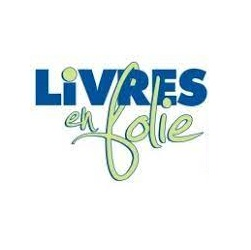
Livres en folie Logo

Livres en folie (deutsch in etwa: „Bücherrausch“) ist eine jährlich stattfindende Buchmesse in Haiti, die als eine der größten literarischen Veranstaltungen des Landes gilt. Die 1995 von der Tageszeitung Le Nouvelliste und der Unibank gegründete Veranstaltung bringt Autoren, Verleger und Leser zusammen, um die haitianische Gegenwartsliteratur vorzustellen.

## Geschichte und Bedeutung
Die Veranstaltung fand im Jahr 1995 erstmals statt. Ihre Initiatoren waren von der Idee geleitet, die haitianische Kultur und Literatur zu fördern und gleichzeitig einheimischen Schriftstellern die Möglichkeit zu eröffnen, ein breites Publikum zu treffen. Schon im ersten Jahr kamen Tausende Besucher, was unter Beweis stellte, dass eine starke Nachfrage für eine solche Buchmesse bestand.
Im Laufe der Jahre wurde die Veranstaltung immer größer. Zahlreiche Autoren kamen zu Signierstunden, Diskussionen und Vorträgen. Livres en folie bietet auch Preisnachlässe auf Bücher an, wodurch die Literatur für die breite Öffentlichkeit zugänglicher wird.
Livres en Folie entwickelte einen spürbaren Einfluss auf die haitianische Literaturszene. Indem die Veranstaltung lokalen Autoren mehr Sichtbarkeit verschaffte, spielt sie eine Schlüsselrolle bei der Förderung der Literatur in Haiti. Junge Schriftsteller konnten dank der Ausstellung hier ihre Karriere starten. Zusätzlich zu ihrem literarischen Einfluss schafft Livres en Folie einen Raum für den kulturellen Dialog und stärkt so die sozialen und kulturellen Bindungen innerhalb des Landes. Letztlich zeigt die Buchmesse, wie auch andere kulturelle Veranstaltungen, dass es ein anderes Haiti als das der Kriminalität, Gewalt und der Katastrophen gibt.
Livres en Folie war im Jahr 2010 nach dem verheerenden Erdbeben besonders bemerkenswert, da sich die Widerstandsfähigkeit und Solidarität der haitianischen Literaturgemeinschaft zeigte. Im Jahr 2020 wurde die Messe aufgrund der COVID-19-Pandemie zum ersten Mal vollständig virtuell abgehalten, wodurch ein nochmals wesentlich breiteres Publikum erreicht werden konnte.
Trotz der anhaltenden Krise in Haiti gelang auch im Jahr 2025 die Durchführung der 31. jährlichen Veranstaltung. Motto war „Kenbe liv ou“ (Behalte Dein Buch). Mit 142 Titeln war die Buchmesse im üblichen Umfang möglich. Sie fand jedoch anders als üblich in den Räumen der Frères de l’Instruction Chrétienne (FIC) in Pétionville, Place Saint-Pierre, statt. Eröffnet wurde sie am 16. Juni im Kinam Hotel.

## Internationale Beteiligung und Rezeption
Obwohl der Schwerpunkt auf der haitianischen Literatur liegt, sind bei Livres en Folie auch internationale Autoren und Verleger vertreten, was den kulturellen Austausch bereichert und haitianischen Schriftstellern neue Perspektiven auf der Weltbühne eröffnet.
Das Ziel der Veranstaltung, Literatur in einem Land zu verbreiten, in dem mehr als die Hälfte der Einwohner unterhalb der Armutsgrenze lebt, hat für internationales Ansehen gesorgt.
Die Buchmesse genießt seitens der haitianischen Politik Beachtung und Wertschätzung. Im Jahr 2024 besuchte sowohl der amtierende Präsident des Übergangsrat (CPT), Edgar Leblanc Fils, als auch der amtierende Premierminister Garry Conille, die Veranstaltung. Conille erklärte am 15. August 2024 gegenüber der Presse: „Die Organisation dieser Literaturmesse in einem schwierigen sozio-sicherheitspolitischen Kontext zeugt von der Widerstandsfähigkeit der Haitianer“. Er betonte damit die weit über den Bereich der Literatur hinausgehende symbolische Bedeutung dieser Veranstaltung in der Hauptstadt des Landes.

## Organisation
Veranstaltungsort ist das Karibe Hotel in Juvenat/Pétionville.
Das Unternehmen Unibank stellt den Internetauftritt von Livres en folie sicher.